# La Genèse des Daleks
La Genèse des Daleks (Genesis of the Daleks) est le soixante-dix-huitième épisode de la première série de la série télévisée britannique de science-fiction Doctor Who. Originellement diffusé en six parties, du 8 mars au 12 avril 1975, il poursuit un arc narratif ayant commencé dans l'épisode Robot et se finissant dans Terror of the Zygons.
L'épisode revient sur les origines des ennemis emblématiques de la série, les Daleks et fait apparaître pour la première fois leur créateur, Davros. Se basant dans une atmosphère oppressante et un climat de dictature éternelle, l'épisode est mentionné de nombreuses fois comme le meilleur épisode de la série. Diffusé de façon confidentielle à la fin des années 1980, l'épisode fut rediffusé en 2012 sur France 4 dans le cadre de la Nuit Doctor Who.

## Accroche
En mission sur Skaro, le Docteur doit revenir à l'époque de la création des Daleks pour empêcher leur expansion.

## Distribution
- Tom Baker (V. F. : Jacques Ferrière) — Le Docteur
- Ian Marter (V. F. : Maurice Sarfati) — Harry Sullivan
- Elisabeth Sladen — (V. F. : Catherine Lafond) — Sarah Jane Smith
- Michael Wisher — Davros
- Peter Miles — Nyder
- Stephen Yardley — Sevrin
- Harriet Philpin — Bettan
- Dennis Chinnery — Gharman
- James Garbutt — Ronson
- Guy Siner — Ravon
- Jeremy Chandler — Gerrill
- Drew Wood — Tane
- Andrew Johns — Kravos
- Tom Georgeson — Kavell
- Ivor Roberts — Mogran
- Richard Reeves — Chef Kaled
- Peter Mantle — Garde Kaled
- Michael Lynch — Politicien Thal
- Pat Gorman, Hilary Minster, John Gleeson — Soldats Thals
- Max Faulkner — Garde Thal
- John Scott Martin, Cy Town, Keith Ashley — Daleks
- Roy Skelton, Michael Wisher — Voix des Daleks
- John Franklyn-Robbins — Le Seigneur du Temps

## Résumé
Après s'être téléporté de la Terre à la fin de l'épisode précédent, le Docteur est reçu par un seigneur du temps qui a détourné son arrivée vers Skaro à l'époque où les Daleks sont apparus. Les Seigneurs du Temps veulent que le Docteur les détruise et apprenne leurs points faibles avant qu'ils ne conquièrent la totalité de la galaxie. Son informateur lui donne un anneau permettant de rejoindre le TARDIS lorsque sa mission sera finie Le Docteur, Harry et Sarah se retrouvent sur une planète entièrement dévastée par la guerre entre les Kaleds, les Thals et des victimes irradiées nommés les Mutos. Les ravages sont tels que les deux peuples ont connu une régression.
Après s'être fait arrêter par Ravon, un général Kaled, pour s'être engouffré sur leur territoire, Harry et le Docteur subissent un interrogatoire par lui, puis par Nyder le chef de la sécurité. Ils apprennent qu'un scientifique du nom de Davros tente de créer une nouvelle arme permettant aux Kaleds d'avoir la mainmise de Skaro. Laissée sur le champ de bataille et naviguant dans le brouillard, Sarah Jane tombe sur le bunker de Davros et assiste au premier entraînement des Daleks avant de se faire repérer par des militaires Thals qui la prennent pour une Muto. Elle se retrouve dans un camp de travail avec des prisonniers Mutos et Kaleds et forcée de travailler à la construction d'une fusée dont l'envoi pourrait détruire le dôme sous lequel vivent les Kaleds. Elle tente de s'enfuir avec quelques prisonniers mais fini par échouer.
Le Docteur et Harry sont interrogés par un scientifique, Ronson, qui confisque l'anneau du Docteur, et découvre qu'ils ne sont pas originaires de Skaro. Davros entre et montre aux scientifiques son Dalek, intitulé "troisième version de sa machine de transport." Le Dalek découvre qu'Harry et le Docteur sont des étrangers et tente de les tuer, mais Ronson s'y oppose. Après le départ de Davros, Ronson leur explique que Davros a pris de plus en plus de pouvoir et que ses expériences sont de plus en plus immorales et effrayantes, n'hésitant pas à faire muter des personnes ou des animaux pour créer les Daleks.
Ronson confie ses informations au Docteur pour qu'il les donne à un certain nombre de politiciens Kaleds opposés à Davros. Cette conspiration est néanmoins observée par le service de Nyder qui va en informer Davros. Celui-ci constate qu'il s'agit d'une bonne occasion pour remplacer la race des Kaleds par celle des Daleks. Alors qu'ils sont en territoire Thals afin de libérer Sarah Jane, Harry et le Docteur sont témoins d'un accord entre Davros et les Thals, leur donnant le secret d'une substance qui permettra de percer efficacement le dôme des Kaleds. Après avoir secouru Sarah Jane, le Docteur tente d'empêcher l'envoi de la fusée Thals, mais ne peut pas faire autrement que d'assister, impuissant, à la destruction des Kaleds.
La joie des Thals dure peu de temps, une fois la guerre avec les Kaleds finie, l'armée Dalek arrive et les extermine. Seuls quelques-uns d'entre eux réussissent à s'enfuir et à former une poche de résistance avec les Mutos. Pendant ce temps au bunker, Davros et Nyder se débarrassent de leurs opposants comme Ronson et Davros décide de retirer tous sentiments aux Daleks pour les rendre encore plus impitoyables. Le Docteur et ses compagnons décident d'infiltrer le bunker afin de retrouver l'anneau temporel mais sont capturés par Davros. Menaçant de torturer ses compagnons, Davros ordonne au Docteur de raconter les défaites des Daleks dont il a été témoin afin de les rendre encore plus résistants. Le Docteur finit par céder.
Le Docteur à une discussion avec Davros dans laquelle, celui-ci affirme vouloir être l'égal des dieux en participant à la destruction de l'univers. Le Docteur, Sarah et Harry sont libérés lorsqu'une majorité des scientifiques et des militaires se rebellent contre Davros. Ceux-ci statuent sur un vote démocratique pour continuer ou non le projet Dalek. Davros se sert de ce vote afin de massacrer tous ceux qui sont contre lui.
Le Docteur tente de détruire la chambre d'incubation des Daleks, mais hésite : la peur des Daleks a uni de nombreux peuples à travers le temps. Il abandonne ce projet et réussit à retrouver son anneau temporel puis prend en otage Nyder afin de retrouver son enregistrement sur les défaites futures des Daleks et le détruit. Le bunker est entouré d'agents Thals qui posent alors des charges explosives tout autour. Le Docteur finit par détruire la chambre d'incubation et à rejoindre les Thals avant l'explosion du bunker qui se retrouve isolé du monde.
Davros découvre que débarrassés de leur sentiment de pitié et n'ayant qu'un sentiment de supériorité pour eux, les Daleks n'obéissent plus à ses ordres et se considèrent comme les maîtres. Ils tuent Davros, Nyder et leurs soutiens et commencent à reconstituer leur race. Conscient de n'avoir que retardé la menace Dalek, le Docteur utilise l'anneau pour ramener ses compagnons au TARDIS.

### Continuité
- Cet épisode commence immédiatement où finit l'épisode précédent et se poursuit dans l'épisode suivant.
- Il s'agit d'un des rares épisodes où le TARDIS n'apparaît pas, avec Mission to the Unknown, Doctor Who and the Silurians, The Sea Devils, The Sontaran Experiment et Un passager de trop.
- Le Docteur a déjà été emmené (contre sa volonté) en mission par les seigneurs du temps dans les épisodes Colony in Space et The Mutants.

#### Continuité avec les Daleks
- L'épisode restera la version « canonique » de la création des Daleks. Le récit de leur création dans l'épisode The Daleks et celui de la version comic-book, écrits auparavant, sont à rejeter.
- L'obsession des Daleks pour le terme « exterminer » est déjà présente chez les Kaleds. Le mot est prononcé en premier par Ravon dans la première partie, lorsqu'il explique que leur cri de bataille sera « l'extermination totale des Thals ». Le premier ordre que Davros leur donnera sera d'exterminer des cibles et le mot « exterminate » lui-même sera prononcé dans la seconde partie lorsque le prototype Mark III observera le Docteur.
- Lorsque le Docteur raconte les différentes défaites des Daleks, on peut remarquer celle de l'épisode The Dalek Invasion of Earth, une invasion de Mars en 2157 et une tentative d'invasion de Vénus en l'an 17000.
- C'est la dernière apparition des Daleks avant Destiny of the Daleks en 1979. Dans cet épisode, Davros ressuscite et est joué par David Gooderson.
- Davros réapparaît dans la nouvelle série en 2008 dans le double épisode La Terre volée / La Fin du voyage ; il est joué par Julian Bleach[1]. Dans ce récit, il tente réellement de détruire toute forme de vie dans l'univers, et on le voit rappeler à Sarah Jane Smith qu'elle était là lors de la création des Daleks.
- L'épisode se déroule près de 500 ans avant les évènements de The Daleks.

## Thèmes et analyses

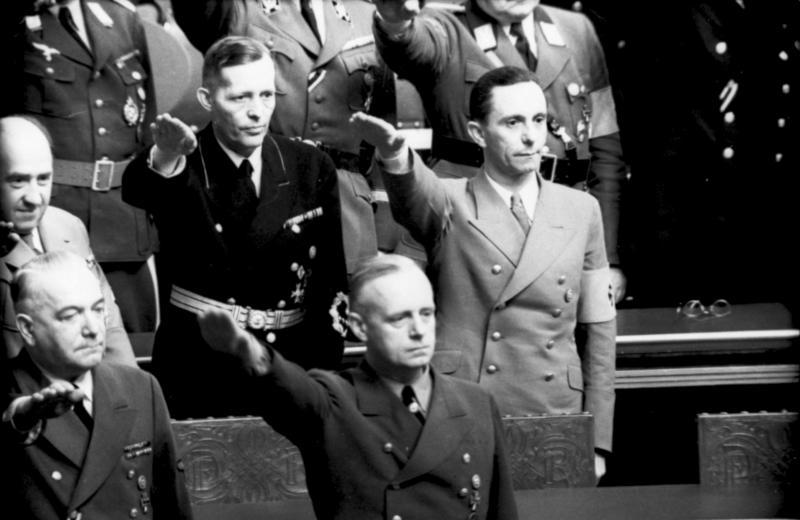
Le nazisme, inspiration des Daleks.

L'épisode est parsemé de références aux régimes fascistes et nazis. Terry Nation était enfant durant la seconde Guerre mondiale, les Daleks ont souvent symbolisé le nazisme, et cela est particulièrement marquant dans cet épisode,. Ainsi, les uniformes des Kaleds et leur salut militaire renvoient au fascisme,. Les Kaleds tentent de garder la pureté de leur race en banissant les Thals et les Mutos. On peut d'ailleurs voir une ressemblance entre Nyder et Heinrich Himmler à la fois dans le physique et dans les insignes. Au début de la production de la troisième partie, la production décida de ralentir sur les symboles nazis et Nyder perdit la Croix de fer qu'il portait.
Dans le livre Doctor Who and Philosophy Ed Webb et Mark Wardecker virent dans La Genèse des Daleks un avertissement sur la science et les scientifiques qui pourraient être les artisans de la destruction ultime, de façon délibérée. Il est important de voir que l'épisode montre que les Daleks sont diaboliques par choix moins que par leur évolution. Davros est une sorte de savant fou créant la machine qui va le détruire. Dans le même livre, Sarah Honeychurch et Niall Burr remarquent que la corruption des Daleks montre que des créatures ne devraient pas être créés avec « une limitation du raisonnement moral » et que dans notre monde, nous ne devrions pas « imposer nos standards humains sur quelqu'un d'autre ».
L'épisode montre une bataille entre le bien et le mal, et Letts a aimé le fait que l'épisode n'est pas totalement manichéen mais fonctionne sur le conflit de principe. Ainsi, lorsque le Docteur tente de tuer les Daleks, un dilemme moral se présente et l'on peut se demander si la comparaison entre les Daleks et un enfant qui risque de devenir un dictateur n'est pas une conséquence de son expérience non-linéaire du temps. Il découvre que de bonnes choses peuvent arriver grâce aux Daleks comme "l'alliance de mondes futurs". La conclusion du Docteur expliquant qu'il n'a pas le droit est un exemple de raisonnement utilitariste et une position d'éthique basée sur le doute. Elizabeth Sladen expliquera que Tom Baker s'était impliqué intensément dans cette scène, agonisant presque au fil du dialogue.
L'épisode renvoie aussi à d'autres références extérieures, ainsi le Seigneur du Temps au début de l'histoire ressemble intentionnellement à la Mort dans le film d'Ingmar Bergman Le Septième Sceau,. Le scénariste Gareth Roberts comparait ce personnage au fantôme du père d'Hamlet : chacun envoie le principal protagoniste (le Docteur pour l'un, Hamlet pour l'autre) dans une mission dangereuse et à la moralité douteuse. Martin Wiggins suggère quant à lui que le passage où le Docteur questionne son droit à tuer les embryons de Daleks est dérivé du roman les Frères Karamazov.

## Production

### Scénarisation
L'idée de montrer l'origine des Daleks est partie d'une déception de l'ancien producteur de la série, Barry Letts et de son script-éditor (responsable des scénarios) Terrance Dicks devant le précédent épisode de Terry Nation, Death to the Daleks. En effet, ceux-ci avaient l'impression que l'auteur écrivait très souvent des histoires similaires et lui conseillèrent de se renouveler en racontant l'origine des Daleks,.
Cela n'était pas le premier récit des origines des Daleks et ceux-ci changeaient selon les fantaisies de Terry Nation. En 1965, Terry Nation et David Whitaker avaient écrit un comic-book dans lequel on apprend qu'ils résultent d'une expérience du professeur Yarvelling. En 1973, dans la revue The Radio Times Nation expliquait que les Daleks étaient nés du professeur Halldon qui avait accéléré le processus de la vie humaine. Nation décida d'écrire une nouvelle histoire, tout en gardant l'idée du savant fou.
Commissionné le 4 avril 1974 sous le titre de Daleks — Genesis of Terror l'épisode fut accepté par la BBC le 22 juillet. L'épisode fut confié aux soins des successeurs de Letts et Dicks, Philip Hinchcliffe et Robert Holmes qui demandèrent que l'épisode ait une tonalité plus noire afin de donner à la série un côté plus mature. Holmes n'aimaient pas trop les monstres récurrents dans la série et détestait particulièrement les Daleks, mais autorisa l'épisode car il se concentrait sur leurs origines. Afin de donner un côté plus adulte à la série, Hinchcliffe souhaita que l'histoire soit plus « véloce » et que les Daleks apparaissent comme très puissants. Dans une interview de 2006, Dicks avoua qu'il ne croyait pas que l'histoire serait si différente de ce que la série proposait à l'époque, et qu'ils auraient dû mettre des passages plus légers afin d'adoucir la noirceur de l'épisode.
Le réalisateur David Maloney racontera avoir rajouté une scène de guerre au début de l'épisode afin de planter l'atmosphère, même s'il ne s'imaginait pas que cela ferait fuir les plus jeunes.Différents changements furent faits dans le script, ainsi, Maloney changera la scène d'ouverture pour montrer les soldats tués par des mitraillettes au ralenti. Terry Nation fut assez déçu de ce changement, et Maloney dira plus tard que ce rajout était peut-être de trop. À l'origine, la rencontre avec le Docteur et le seigneur du temps devait avoir lieu dans un jardin, Hinchcliffe et Maloney trouvèrent plus approprié de placer cette rencontre sur un champ de bataille de Skaro. Les soldats Thals devaient être joués par des adolescents de 15 à 16 ans pour illustrer la jeunesse des combattants mais cela fut changé pour les faire apparaître de façon plus mature. Dans le script original, Sarah Jane devait devenir malade à cause des radiations, Bettan devait être un homme, les Mutos devaient avoir une apparence plus bestiale, on devait voir beaucoup plus de scène dans la salle d'incubation des Daleks dans la partie 5 et Davros devait survivre.

### Pré-production
Le personnage de Davros fut imaginé par Terry Nation afin d'avoir quelqu'un qui crée les Daleks et aussi afin de rompre avec la voix trop monotone des Daleks. Son design fut inspiré par le Mekon, un personnage d'un comic-book dont Hinchcliffe se souvenait avoir lu dans son enfance. Il n'avait pas de corps mais juste une « tête verte en forme de dôme » L'idée d'un personnage fait avec un masque de latex attira l'attention de John Friedlander, un responsable des effets prosthétiques de la BBC qui travaillait sur une autre série. Le masque fut moulé sur le visage de Michael Whiser par la maquilleuse Sylvia James et était assez solide pour qu'il puisse manger tout en le portant. Jugé plus tard trop couteux, ce genre de masque n'aura été utilisé qu'une seule fois. L'équipe technique jugera que l'effet pour créer Davros était un succès technique particulièrement impressionnant lorsque l'on sait l'époque reculée et le manque de budget avec lesquels cet épisode fut tourné. Deux enfants qui allaient voir Tom Baker dans les studios de la BBC furent particulièrement effrayés par Wisher en costume : pensant qu'il s'agissait d'une statue, ils ne s'attendaient pas à le voir bouger.
Wisher devait être à genoux sur une couverture afin de rentrer dans la base Dalek de Davros. Afin de se préparer lors du réglage des caméras, il s'asseyaient sur un fauteuil roulant avec un sac en papier sur sa tête et seulement deux petites coupures pour les yeux afin de figurer la désorientation qu'il aurait lorsqu'il porterait le masque. Il rajoutera deux trous en bas du sac afin de pouvoir fumer pendant les pauses.
Wisher donnant voix aux Daleks avec Roy Skelton, dans certaines scènes, il s'est amusé de savoir qu'il discutait en réalité avec lui-même.

### Casting
- Maloney engagera John Franklyn-Robbins dans le rôle du seigneur du temps pour avoir déjà travaillé avec lui. Il souhaitait que le personnage ressemble à la Mort dans le film Le Septième Sceau[7].
- Hilary Minster jouait déjà le rôle d'un Thal dans Planet of the Daleks (1973)[7].
- Peter Miles avait joué le rôle du Dr. Lawrence dans Doctor Who and the Silurians (1970) et celui du Professor Whitaker dans Invasion of the Dinosaurs (1974)[7].
- Stephen Yardley, qui joue le rôle du Muto Sevrin, rejouera dans Vengeance on Varos (1985)[14]. D'ailleurs, lors d'une pause déjeuner au cours du tournage, il aurait été pris pour un véritable clochard[7].
- Dennis Chinnery qui joue le rôle de Gharman, avait été vu dans The Chase (1965) et réapparaîtra dans The Twin Dilemma (1984)[14].

### Tournage
La genèse des Daleks fut le dernier épisode de la 12e saison à être filmé, après Revenge of the Cybermen. Le tournage débuta du 6 janvier au 10 janvier 1975 avec la réalisation des scènes en extérieur, à la carrière de pierre de Betchworth dans le Surrey, afin de faire figurer le paysage de Skaro. Ayant eu des problèmes pour faire tourner des Daleks en extérieur dans Planet of the Daleks, Maloney fit en sorte qu'ils n'apparaissent que lors du tournage en studio. Il se poursuivit par une journée d'enregistrement de plans de maquettes le 16 janvier.
Le tournage en studio au centre televisuel de la BBC au lieu en trois session de studio de deux jours chacun (les 27 et 28 janvier au studio 1, du 10 au 11 février au studio 3 et les 24 et 25 février 1975 au studio 6.) 3 armures de Daleks datant des années 1960 furent utilisées et repeinte, tandis que 5 Daleks non déplaçable furent utilisés pour les scènes d'arrière plans. Hinchcliffe voulait que les Daleks apparaissent plus puissants que jamais et privilégia les effets d'angles de caméra et de lumière. Le responsable lumière de la série, Duncan Brown, utilisera des couleurs sombres et des lumières parsemées afin de donner l'impression que les Daleks « émergent de l'ombre ». Une grande part de la menace Dalek est d'ailleurs suggéré au lieu d'être montrée. Puisque Sarah Jane était filmée dans Revenge of the Cybermen avec un costume de combat, il fut ajouté dans cet épisode une scène où le Docteur lui donne le costume avec lequel elle se change.
Les mêmes maquettes furent utilisées pour le dôme des Kaled et celui des Thals. L'attaque au gaz de la première partie fut déclenchée grâce un envoi de dioxyde de carbone couplé à de la lumière verte. Certaines armes des Thals furent réutilisées de l'épisode de 1965, Galaxy 4. Le trolley électrique utilisé par les Kaleds dans la première partie fonctionnait lors des répétitions, mais s'écroula lorsque Tom Baker et Ian Marter montèrent dedans. Les créatures que croisent Harry et le Docteur à la fin de la deuxième partie sont des costumes des Guerriers de glaces et des éléments issus de The Ambassadors of Death (1970). Lors du tournage de la deuxième partie, Miles et Chinnery auront des problèmes pour mettre des armes sur les Daleks. La scène fut finalement filmée en deux prises, coupée par un plan sur le Docteur.

### Post-production
La partie deux ne commence pas sur la reprise du cliffhanger de l'épisode précédent. et finit sur un arrêt sur image. La raison à cela est que la cascadeuse engagée afin de doubler Elisabeth Sladen ne tombait pas à la bonne hauteur pour que la scène puisse fonctionner. Maloney réutilisera cette technique dans The Deadly Assassin,.
À cause de la trop grande longueur de la troisième partie, celle-ci se finit sur le Docteur en train de se faire électrocuter, là où elle devait se finir sur un discours de Davros.
La musique de l'épisode fut enregistrée le 3 mars 1975 et le son fut fini un jour avant la diffusion de la première partie.

## Diffusion et réception
| Épisode                                                                                    | Date de diffusion | Durée | Téléspectateurs en millions | Archives            |
| ------------------------------------------------------------------------------------------ | ----------------- | ----- | --------------------------- | ------------------- |
| Épisode 1                                                                                  | 8 mars 1975       | 24:30 | 10,7                        | Bandes couleurs PAL |
| Épisode 2                                                                                  | 15 mars 1975      | 24:51 | 10,5                        | Bandes couleurs PAL |
| Épisode 3                                                                                  | 22 mars 1975      | 22:38 | 8,5                         | Bandes couleurs PAL |
| Épisode 4                                                                                  | 29 mars 1975      | 23:38 | 8,8                         | Bandes couleurs PAL |
| Épisode 5                                                                                  | 5 avril 1975      | 23:27 | 9,8                         | Bandes couleurs PAL |
| Épisode 6                                                                                  | 12 avril 1975     | 23:30 | 9,1                         | Bandes couleurs PAL |
| Diffusé en six parties du 8 mars au 12 avril 1975, l'épisode fit un bon score d'audience,. |                   |       |                             |                     |

1er épisode de Doctor Who jamais diffusé en France, La Genèse des Daleks fut diffusé en français le dimanche à 9h00 durant l'émission Club Dorothée Dimanche sur TF1 du 19 février au 19 mars 1989,. . La dernière partie ne fut diffusé qu'un mois plus tard, le samedi 8 mars 1989 a 6 heures 30 du matin. 

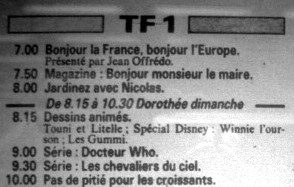
Diffusion de l'épisode dans le club Dorothée

L'épisode fut rediffusé en intégralité sur France 4 lors de l'émission La Nuit Doctor Who le 19 mai 2012.
Si les Daleks ne réapparaîtront pas avant 4 ans dans la série originale, ils continueront à apparaître régulièrement à l'époque dans le comic-book de Doctor Who, diffusé toutes les semaines dans le magazine "Tv Comic".
La tonalité noire de l'épisode engendra de nombreuses plaintes et attira l'attention de l'activiste puritaine Mary Whitehouse, , notamment les scènes de guerre et celle où Nyder frappe le Docteur. En 1998, auteurs de "Doctor Who : The Television Companion" David J. Howe et Stephen James Walker racontent que l'épisode enregistra de nombreuses réactions positives de la part des fans, même si la fin fut jugée par certains comme insuffisante. Le rapport d'audience de la BBC concluait : "Plus complexe que la plupart des épisodes de Doctor Who, et avec un fil directeur sur la question de la moralité, l'épisode a été perçu comme "différent." Bien que parfois senti comme long, confus ou prévisible, la plupart des spectateurs l'on approuvé." Howe et Walker eux-mêmes décrivent l'épisode comme "bien écrit et plein de nouvelles idées, tout en nous rappelant que les véritables racines des Daleks sont à chercher du côté des Nazis." Ils saluent la production de l'épisode, son atmosphère et le dilemme moral. Toutefois, ils remarquent quelques défauts mineurs comme l'attaque d'Harry par une huître géante, des cliffhangers mous et "le fait que la plupart des scientifiques ne servent à rien de plus qu'à créer les Daleks."

### Critiques
En 2010, Patrick Mulkern de Radio Times décrira l'épisode comme « le moment de grâce de Terry Nation sur la série » et salue tout particulièrement la création de Davros. Il donne aussi un avis positif envers la musique de Dudley Simpson et sur les alliés de Davros « impeccablement écrit et joués » de Nyder à Gharman. Il reste déçu du rôle peu important confié à Harry. Sur le site The A.V. Club, Christopher Bahn regrette que l'épisode contredise certains passages de The Daleks, mais selon lui, l'épisode réussit à toucher la corde sensible. Il vante particulièrement Davros et Skaro. Toutefois, Bahn sens que le "principal problème" avec la portraitisation des Daleks est "qu'on ne leur donne pas d'autre choix que d'être perçus comme des meurtriers psychotiques." Il note aussi que le Docteur est "un agent secret catastrophique et incompétent." Sur le site DVD Talk, Stuart Galbraith donnera à l'épisode la note de 4 sur 5, l'appelant un "épisode pour les fans" et expliqant que Wisher était "superbe" dans son rôle de Davros. Alors que l'épisode "n'est basé que sur l'action et le suspense", il fonctionne vraiment bien. Même s'il trouve qu'il n'est pas "particulièrement original" dans son utilisation du voyage dans le temps, il le fait "de façon intelligente."
En 2009, le site SFX place la scène où les Daleks font leur premier tir dans la liste des moments les plus effrayants de la série, tout en nommant la scène où Harry est attaqué par une huître géante dans sa liste des moments les plus idiots. Charlie Jane Anders du site io9 nommera en 2010, le cliffhanger de la fin de la quatrième partie, dans laquelle le Docteur doit avouer à Davros les échecs que subiront les Daleks dans le futur, comme l'un des plus grands cliffhanger de la série.

### Influences
La genèse des Daleks est l'un des épisodes les plus vus de la série du fait de ses nombreuses rediffusions, et ce dès le Noël 1975 dans une version "omnibus" de 85 minutes qui attira près de 7,6 millions de téléspectateurs. Il fut rediffusé dans le cadre de "Doctor Who and the Monsters" du 26 juillet au 2 août 1975 avec une audience entre 4,9 et 5 millions. Il fut rediffusé sur BBC Two en 1993 (2,2 millions de téléspectateurs) et 2000 (1,5 million).
En 1998, un sondage du Doctor Who Magazine de plus de 2500 votants placera La genèse des Daleks en tête des plus grands épisodes de Doctor Who de tous les temps. En 2009, un sondage placera l'épisode 3e après The Caves of Androzani (1984) et Les Anges pleureurs (2007). En 2008, The Daily Telegraph nommera l'épisode comme le plus grand épisode de Doctor Who sur une liste de 10 épisodes.
La Genèse des Daleks est le premier exemple de « révision » de l'histoire de Doctor Who : l'histoire de la création des Daleks dans cet épisode est très différente de ce qu'en racontait l'épisode The Daleks en 1963 où les Daleks sont l'évolution d'une race appelée Dals, autrefois similaire aux Thals. Ici, les Dals ont changé pour devenir les Kaleds. Russell T Davies, suggérera en 2005 que les origines de la guerre du temps, un conflit entre les seigneurs du temps et les Daleks remonte à cet épisode.
La vie de Davros sera racontée dans un feuilleton radiophonique de Big Finish Production en 2006.

### Erreurs de la traduction française
Lors de la traduction de l'épisode dans les années 1980, l'équipe de doublage a pris quelques libertés et a effectué de nombreux contresens. Dans un sens général, les acteurs sont plutôt joyeux dans des situations où dans la version originale, ils sont plus graves. Les bruitages d'arrière plan (bataille, bruit de foule, bruits de portes) ont été supprimés. De plus, les effets sonores placés sur la voix de Davros le rend parfois incompréhensible.
Même si la musique a été changée pour des raisons de doublages, la nouvelle partition sonore est toujours de Dudley Simpson.

#### 1repartie
- Les seigneurs du temps sont appelés "les temporels".
- En VO, le Docteur explique au seigneur du temps qu'il est dangereux de détourner une téléportation, en VF, il dit que la téléportation est dangereuse.
- En VF, Sarah Jane dit qu'ils ne sont pas dans le "beacon". Il s'agit d'un abandon de traduction du terme "beacon" qui signifie balise et dans le cas présent le "point d'arrivée."
- En VF, lorsque le Docteur et ses compagnons se retrouvent dans un champ de mine, Sarah Jane dit "dommage que l'on ne puisse pas voler" suivi d'un petit rire. Dans la version originale, elle sort l'interjection "roi Wanceslas" avec un rictus nerveux.
- En VO, le Docteur pointe immédiatement l'acronyme entre DALEK et KALED tandis qu'en VF il dit juste que leur nom est "intéressant".

#### 2epartie
- Le mot "alien" ayant été traduit par "extra-planétaire" lors de la démonstration, le Dalek pointe le Docteur en étant un en VF, ce qui est paradoxal car les Kaleds sont persuadés qu'aucune autre forme de vie n'existe en dehors de Skaro. En Version Originale, il pointe un "alien" c'est-à-dire un "étranger".

#### 4epartie
- Les milliers d'années de guerre se transforment en « mille ans de guerre. »
- À cause du gommage de la bande son, le leader des Thals dit « Écoutez le peuple, il a déjà compris. » mais on n'entend pas les cris de joie que l'on retrouve dans la V.O.
- Lors de la prise du dome Thals, dans la V.F., le Docteur dit que les Daleks sont des robots. Quelques minutes plus tard, lorsque le Docteur et Bettan se cachent dans les tranchées, elle le redit.

#### 5epartie
- En VF, le Docteur explique que les Daleks sont des machines « avec un cerveau diabolique » et Davros emploie à son tour le mot « robot » pour les désigner.
- En VO, lorsque Sarah Jane se demande ce que fait le Docteur dans la salle d'incubation des Daleks, Harry lui répond « It's a delicate operation. » (« C'est une opération délicate. ») En VF, la phrase est transformée en « Il mange peut-être des cornichons. » À noter que cette erreur de traduction est corrigée lors de la reprise du cliffhanger au début de la 6e partie.

## Novélisation
L'épisode fut novélisé dès l'année suivante en juillet 1976 sous le titre Doctor Who and The Genesis of the Daleks par Terrance Dicks et fut publié aux éditions Target Book. Elle connut la même année une réédition sous le titre de Doctor Who and the Daleks Omnibus chez Artus edition dans une double édition avec une version abrégée du roman Doctor Who and the Planet of the Daleks. Il fut réédité en 1991 et porte le nombre 27 de la collection des romans Doctor Who. À ce jour il s'agit de la novélisation la plus vendue avec près de 100 000 copies. Aucune traduction n'a été faite de ce roman à ce jour mais il fut réédité aux États-Unis en mai 1979 chez Pinnacle edition 

## Édition commerciales
L'épisode a connu plusieurs éditions au Royaume-Uni, États-Unis et au Canada dans sa version originale.
- En 1979, la BBC proposa une version sonore condensée de l'épisode sous forme de disque phonographique avec la narration racontée par Tom Baker[7],[38]. Cette pièce de collection fut rééditée en février 2011[39].
- En 1988, cet enregistrement fut réédité sous forme de cassette sonore avec une pièce radiophonique dérivée de Doctor Who, Slipback[36].
- L'épisode est sorti en 1991 dans un coffret VHS avec The Sontaran Experiment et sera réédité en 2001 dans coffret compilant toutes les histoires mettant en scène Davros.
- En 2001, la version sonore de l'épisode est ressortie dans une version étendue sur CD, avec une autre une pièce radiophonique dérivée de Doctor Who, Exploration Earth: The Time Machine[40]
- L'épisode ressortit en version DVD en avril 2006 dans une édition spéciale deux-DVD au Royaume-Uni[41] et le 6 juin aux États-Unis[25]. Cette version fut rééditée dans le coffret The Complete Davros Collection avec Destiny of the Daleks, Resurrection of the Daleks, Revelation of the Daleks et Remembrance of the Daleks[42] Le DVD contient en bonus les commentaires de Tom Baker, Elisabeth Sladen, Peter Miles et David Maloney, deux documentaires de plus de 50 minutes sur la genèse de la série et sur les Daleks et les bandes annonces.

La version française n'a jamais connu de rediffusion en dehors de la nuit Doctor Who. Pour des raisons de droit, l'épisode était lui-même indisponible sur le site de revisionnage de France 4.